# Miao
Els miao —en xinès:苗 (Miáo); en vietnamita: Meo o H'Mông; en tailandès: แม้ว (Maew) o ม้ง (Mong); —és un grup ètnic d'entre els oficialment reconeguts per la República Popular de la Xina com a grups minoritaris. Miao és un terme en xinès que no reflecteix pas la manera com aquest grup ètnic s'autoanomena, ells mateixos s'anomenen Hmong, Hmu, A Hmao, i Kho (Qho, Qo) Xiong. Dins del miao, hi ha diversos idiomes i no tots en són mútuament intel·ligibles, encara que la majoria d'aquests pertanyen a la família lingüística miao-yao.
Els miao viuen principalment a la Xina meridional, a les províncies de Guizhou, Hunan, Yunnan, Sichuan, Guangxi, Hainan, Guangdong i Hubei. Alguns membres dels miao, especialment els del subgrup hmong, han migrat fora de la Xina cap al sud-est d'Àsia (nord del Vietnam, Laos, Birmània (Myanmar) i Tailàndia). A causa dels problemes polítics a Laos de l'any 1975, es va refugiar un gran grup dels hmong als països occidentals, principalment als Estats Units, França i Austràlia.

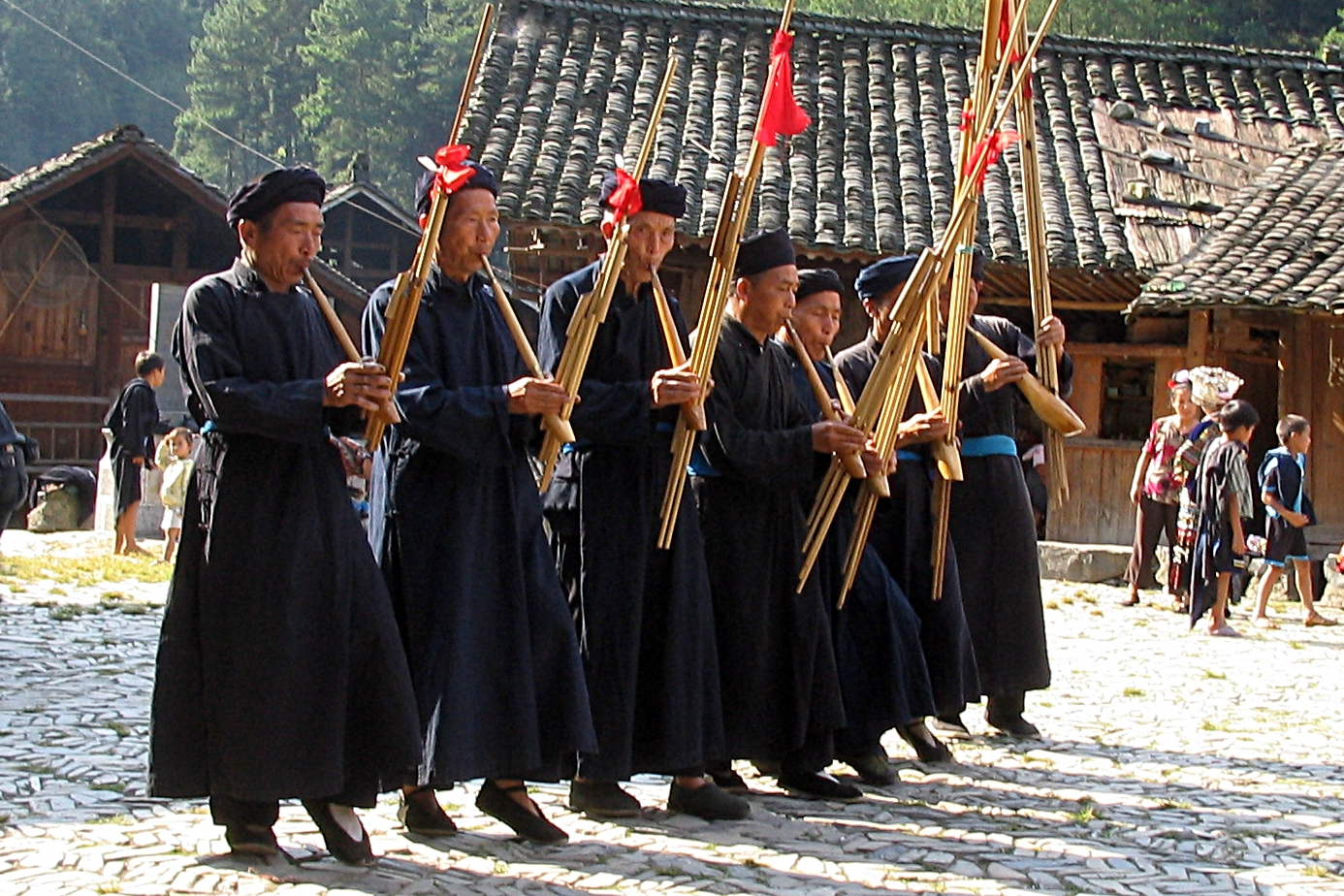
Músics miao a Guizhou

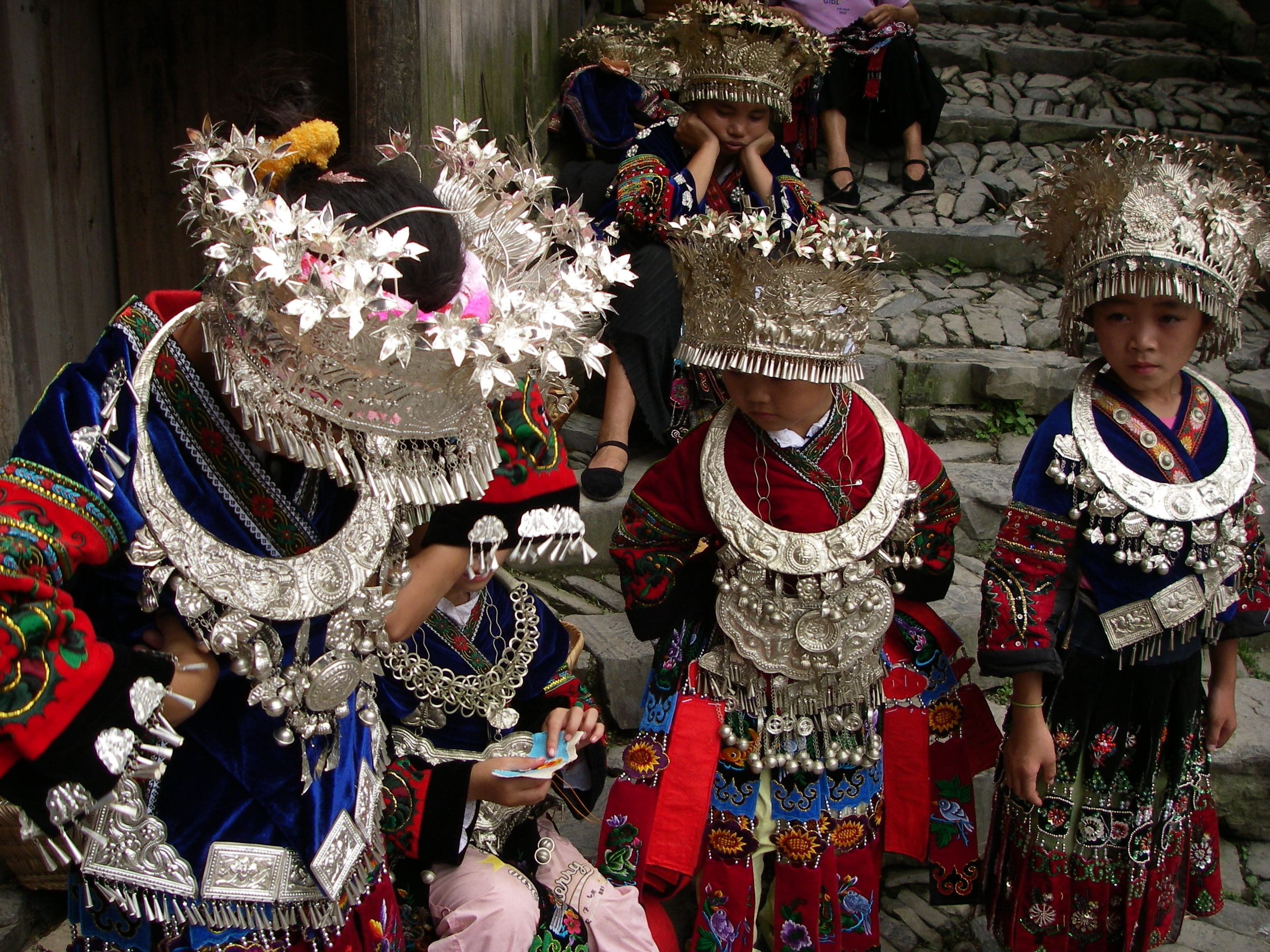
Noies miao de Guizhou

El terme miao va obtenir un estatus oficial a la Xina el 1949 com a minzu (grup ètnic).
Històricament, el terme miao s'havia aplicat sense fonament a una varietat de grups ètnics que no fossin els han.
Els xinesos tradicionalment classifiquen els miao segons els colors de les dones miao:
- Ghao Xong; miao vermell; Khe Xiong Miao; Hunan occidental.
- Hmu, Gha Ne (Ka Nao); miao negre; Mhu Miao; Guizhou del sud-est.
- A-Hmao; miao molt florit; nord de Guizhou i nord-est de Yunnan.
- Gha-Mu, Hmong, miao blanc, Mong, verd (blau) miao, miao amb poques flors; sud de Sichuan, oest de Guizhou i sud de Yunnan.

## Història

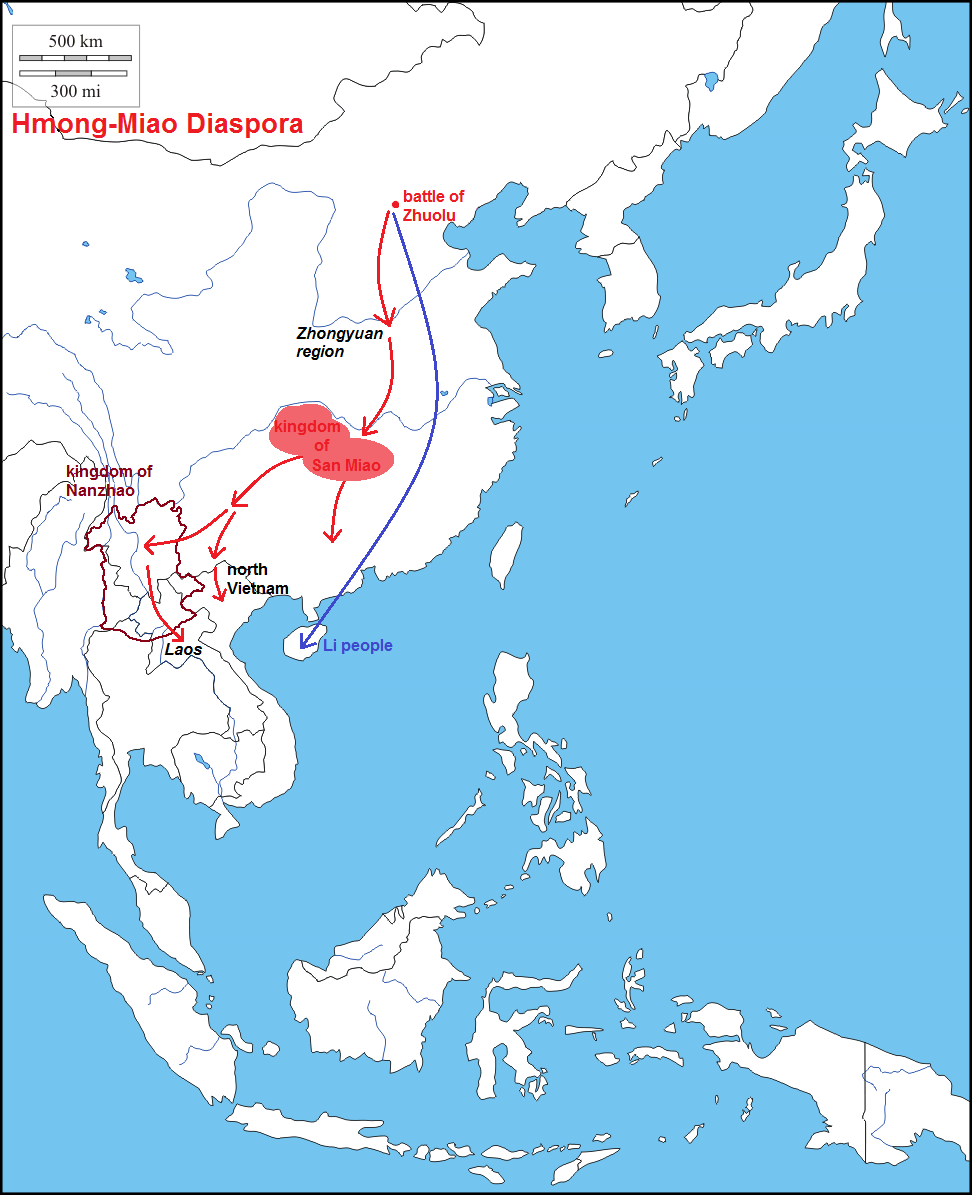
Diàspora dels hmong

Segons una llegenda xinesa, els miao serien descendents de la tribu Jiuli conduïda per Chiyou (xinès: 蚩尤 pinyin: Chīyóu) derrotada en la batalla de Zhuolu per Huang Di i Yan Di.
Segons André-Georges Haudricourt i David Strecker, els miao estarien entre els primers pobles que es van assentar a l'actual Xina. Aquests investigadors van comprovar que els xinesos havien manllevat de les llengües dels miao una gran quantiat de termes referits al conreu de l'arròs. A més, els genetistes han connectat els miao amb la cultura daxi (5.300 - 6,000 anys enrere) a la regió centre del riu Yangtze.